# Naoko Yamada
Naoko Yamada (山田 尚子, Yamada Naoko) é uma animadora e diretora de cinema e televisão, conhecida por seus trabalhos no estúdio de animação japonês Kyoto Animation. Durante sua carreira no estúdio, ela dirigiu séries de sucesso como  K-On! (2009-2010) e Tamako Market (2013), e os filmes Koe no Katachi (2016) e Liz to Aoi Tori (2018), além de ter atuado como animadora em diversos projetos.
Em 2021, dirigiu a série Heike Monogatari pelo estúdio  Science SARU. Ela se destacou como uma das diretoras mais jovens da Kyoto Animation, tendo iniciado sua carreira na direção aos 23 anos.

## Infância e educação
Yamada nasceu na província de Kyoto em 1985. Desde cedo, Yamada mostrou interesse por desenho e arte, reproduzindo imagens de animes como Patlabor e Dragon Ball. Além disso, desenvolveu uma forte paixão pelo cinema, frequentemente permanecendo acordada até tarde para assistir a qualquer filme sendo exibido na televisão. Quando ingressou na Universidade de Artes e Design de Kyoto, ela estudou pintura a óleo e também se juntou ao clube de efeitos especiais.

## Carreira
Yamada originalmente pretendia trabalhar no cinema depois de se formar na universidade, mas decidiu ingressar na Kyoto Animation após ver um anúncio que a empresa havia publicado em sua escola. Ela trabalhou pela primeira vez como animadora de intervalos para a série de anime Inuyasha (2000-2004), mas logo foi promovida para animadora-chave para a adaptação de TV de Air (2005). A partir daí, ela trabalhou como animadora principal em vários outras séries, incluindo Suzumiya Haruhi no Yūutsu, Kanon e Lucky Star . Ela foi orientada por Tatsuya Ishihara, um dos diretores da Kyoto Animation, que inicialmente a descreveu como "uma garota estranha da subcultura que foi para uma universidade de artes". No entanto, após ver seu potencial, ele a ajudou a se desenvolver como animadora e diretora.
Yamada começou sua carreira como diretora no episódio 17 da série de anime Clannad (2008), mas foi com K-On!, em 2009, que ela realmente se destacou no ramo da direção, desenvolvendo seu estilo único. A série se tornaria um sucesso e um fenômeno cultural, quebrando vários recordes, o que levou à produção de uma segunda temporada em 2010 e um filme em 2011, ambos dirigidos por Yamada. Em 2013, ela dirigiu Tamako Market, um trabalho original que se concentrou na transição dos personagens da adolescência para a vida adulta. No ano seguinte, ela dirigiu o filme sequência, Tamako Love Story, no qual ganhou o New Face Award no Japan Media Arts Festival. Ela fez o storyboard completo do filme, e também escreveu a letra da música tema de abertura, Everybody Loves Somebody. Seu próximo projeto foi o filme Koe no Katachi em 2016, uma adaptação do mangá homônimo. Embora a obra aborde temas como bullying e deficiência física no Japão, Yamada afirmou que não queria que esses fossem o foco principal do filme, mas sim mostrar a personalidade do personagem Shoya durante a adolescência. O filme estreou em segundo lugar nas bilheterias japonesas e arrecadou ¥ 2,3 bilhões, tornando-se o 19º filme de maior bilheteria no Japão em 2016. O filme também recebeu várias indicações a prêmios, incluindo Melhor Filme de Animação no Mainichi Film Awards e Excelente Animação do Ano no Prêmio da Academia do Japão.
Em 18 de julho de 2019 o estúdio principal da Kyoto Animation foi incendiado por um homem, resultando na morte de 36 colegas de Yamada e ferindo outros 33. Foi relatado que Yamada não se feriu pelo fogo. Devido a esse incidente, ela e muitos de seus colegas foram obrigados a procurar trabalho em outros lugares.
Em 2020, Yamada deixou a Kyoto Animation e começou a trabalhar em sua primeira animação fora de seu estúdio original, The Heike Story, produzida pelo estúdio de anime Science SARU, que estreou em setembro de 2021.

## Estilo e temas
Para Yamada, a parte mais importante de ser diretora é observar as pessoas. Ela se descreve como uma diretora de "método", enfatizando as mentes dos personagens. Em uma entrevista sobre seu trabalho na série K-on! Yamada afirma: "É muito importante para mim tratar os personagens como pessoas individuais. Não os considero imaginários; em vez disso, tento entrar em contato com eles da perspectiva deles."
O seu trabalho geralmente apresenta imagens de baixo ângulo focadas nas pernas, uma escolha estilística que a diferencia de muitos outros diretores de anime. Sua colega de trabalho, Reiko Yoshida, se referiu à seu tipo de estilo como ''yamadaísmo''. Quando questionada sobre essa escolha, ela explicou: "quando você está nervoso, você mexe as pernas. Acho que seria legal expressar emoções assim."
Yamada credita a maior parte de seu estilo e temas ao seu amor a filmes de live-action. Embora tenha decidido trabalhar em animação, grande parte de sua composição de cenas e uso do espaço é fortemente influenciada por estilos  cinematográficos encontrados em trabalhos de live-action. Especificamente, seu uso de fotografia em baixo ângulo, profundidade de campo rasa e movimento variável da câmera, permite que Yamada envolva o público estilisticamente. Em uma entrevista, ela mencionou sua inspiração no cinema, dizendo: "Quando eu era mais jovem, eu ficava acordada até tarde e assistia a filmes exibidos nesse horário. Cada vez que via um, ficava tão animada que não conseguia dormir. Eu queria saborear esse sentimento. Agora, quando sou eu quem está fazendo o filme, eu quero que o público saboreie a emoção de um dos meus trabalhos." Quando Yamada pensa em seus personagens, ela se concentra fortemente em estilos de comunicação. Yamada também foca muito na composição de cores em cada cena de seus trabalhos, ao usar tons específicos ela consegue retratar melhor as emoções pelas quais os personagens estão passando.
Embora grande parte das obras que ela trabalhou se concentrou em protagonistas femininas,  Koe no Katachi apresenta um protagonista masculino. Essa foi uma direção difícil para Yamada. Em uma entrevista sobre o filme ela afirmou: “Eu amo garotas, então quero retratar garotas daqui em diante. Retratar meninos é difícil. Por exemplo, pensei muito sobre o que fazer se os garotos que viram o filme pensassem que um cara não faria algo assim.” No entanto, o estilo de direção de Yamada retratou os personagens femininos e masculinos muito bem. Ela  mencionou: "Se você faz algo pensando 'que tipo de pessoa eles são' ao olhar para sua raiz ou para o núcleo de quem eles são, então os problemas de 'ele é um cara, então...' ou 'ela é uma menina, então...' tornam-se totalmente triviais. Por causa disso, mesmo em Koe no Katachi, eu retratei Shoya Ishida apenas como uma pessoa."
Yamada é conhecida por incentivar seus colegas de trabalho a ter um ambiente de trabalho agradável, afirmando que "quando eu dirijo uma obra, estou determinada a fazer qualquer coisa para torná-la ótima - para que todos saiam pensando que valeu a pena, felizes por terem participado." Ela é uma diretora motivada, que entende que o produto final é a culminação do trabalho feito por várias pessoas. Depois de ser orientada, ela tenta mostrar o mesmo nível de apoio e cuidado às pessoas que trabalham com ela.

## Filmografia

### Séries de televisão
- Air (série de TV) (animador principal - 3 episódios, 2005) (entre animador - 2 episódios, 2005)
- Suzumiya Haruhi no Yūutsu  (animadora chave - 4 episódios, 2006)
- Kanon (animadora principal - 24 episódios, 2006)
- Lucky Star (animadora - 6 episódios, 2007)
- Moribito: Guardian of the Spirit (artista de fundo - 16 episódios, 2007)
- Clannad (série de TV) (animadora principal - 27 episódios, 2008)
- K-On! (diretora e animadora chave - 14 episódios, 2009)
- Nichijou (animadora - 13 episódios, 2011)
- Tamako Market (diretora - 2013)
- Free! (animador chave - 12 episódios, 2013)
- Kyoukai no Kanata (animador principal - 15 episódios, 2014)
- Hibike! Euphonium (2015, diretora da unidade da série; com Tatsuya Ishihara )
- Hibike! Euphonium 2 (2016, diretora da unidade da série; com Tatsuya Ishihara)
- Kaguya-sama: Love is War? (2020, diretora de abertura, storyboarder (Creditada como "Ando Ryu", 安堂隆))
- Visual Prison (2021, Diretora de abertura, storyboarder (Creditada como "Ando Ryu", 安堂隆))

### Filmes
- K-On! O Filme (2011)
- Tamako Love Story (2014)
- Hibike! Euphonium Movie 2: Todoketai Melody (2016, diretora da unidade da série; com Tatsuya Ishihara)
- Koe no Katachi (2016)
- Hibike! Euphonium: Todoketai Melody (2017, diretora da unidade da série; com Tatsuya Ishihara (diretor-chefe) e Taichi Ogawa)
- Liz to Aoi Tori (2018)
- Hibike! Euphonium: Our Promise – Um novo dia (2019, diretora de unidade chefe; com Tatsuya Ishihara)

## Prêmios e indicações
| Ano  | Título                                         | Japan Media Arts Festival | Prêmios Mainichi Film | Tokyo Anime Awards | Festival de Cinema de Sitges |
| ---- | ---------------------------------------------- | ------------------------- | --------------------- | ------------------ | ---------------------------- |
| 2010 | Categoria de TV K-On! (2009)                   |                           |                       | Vencedora          |                              |
| 2011 | Categoria de TV K-On! (2009)                   |                           |                       | Vencedora          |                              |
| 2014 | Prêmio cara nova Tamako Love Story (2014)      | Vencedora                 |                       |                    |                              |
| 2016 | Melhor Filme de Animação Koe no Katachi (2016) |                           | Nomeação              |                    |                              |
| 2018 | Melhor Longa-Metragem Liz to Aoi Tori (2018)   |                           |                       |                    | Nomeação                     |